# Neottia puberula
Neottia puberula är en orkidéart som först beskrevs av Carl Maximowicz, och fick sitt nu gällande namn av Dariusz Lucjan Szlachetko. Neottia puberula ingår i släktet näströtter, och familjen orkidéer.

## Underarter
Arten delas in i följande underarter:
- N. p. maculata
- N. p. puberula